# 하유카촌
하유카촌(일본어: 羽床村)은 일본 가가와현 아야우타군에 있던 촌이다.

## 역사
- 1890년 2월 15일 - 정촌제 시행에 수반해 아야군 하유카시모촌, 오노촌이 합병해 하유카촌이 성립하였다.
- 1899년 4월 1일 - 아야군, 우타군이 합병해 아야우타군이 되었다.
- 1954년 4월 1일 - 스에촌, 쇼와촌, 다키노미야촌과 신설합병해 료난정이 성립, 동일 하유카촌은 폐지되었다.

## 참고 문헌
- 角川日本地名大辞典編纂委員会, 『角川日本地名大辞典 43 香川県』, 1985, 角川書店